# Psychomyia giboni
Psychomyia giboni är en nattsländeart som beskrevs av Schmid 1997. Psychomyia giboni ingår i släktet Psychomyia och familjen tunnelnattsländor. Inga underarter finns listade i Catalogue of Life.